# Izucaris
Izucaris is een geslacht van kreeftachtigen uit de klasse van de Malacostraca (hogere kreeftachtigen).

## Soorten
- Izucaris crosnieri Li, 2008
- Izucaris masudai Okuno, 1999